# Палусы

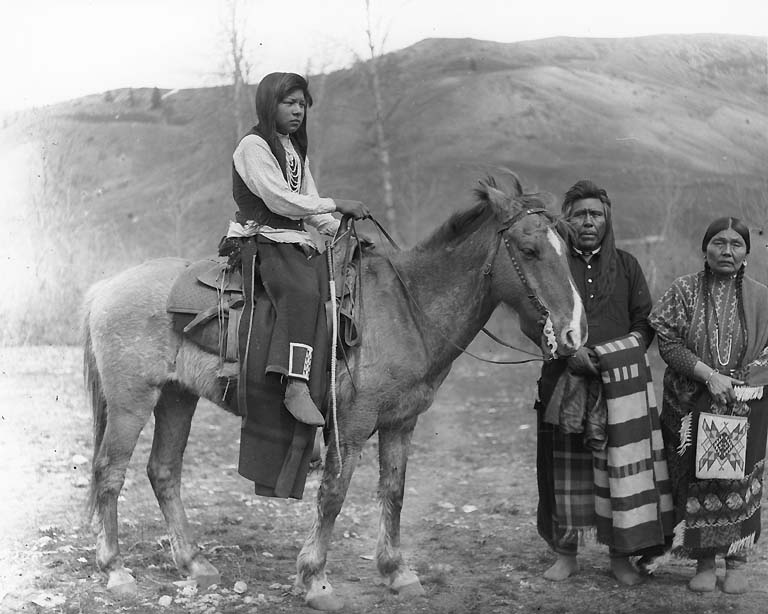
Семья индейцев, резервация Колвилл. Фотография 1905 г. из коллекции Вашингтонского университета

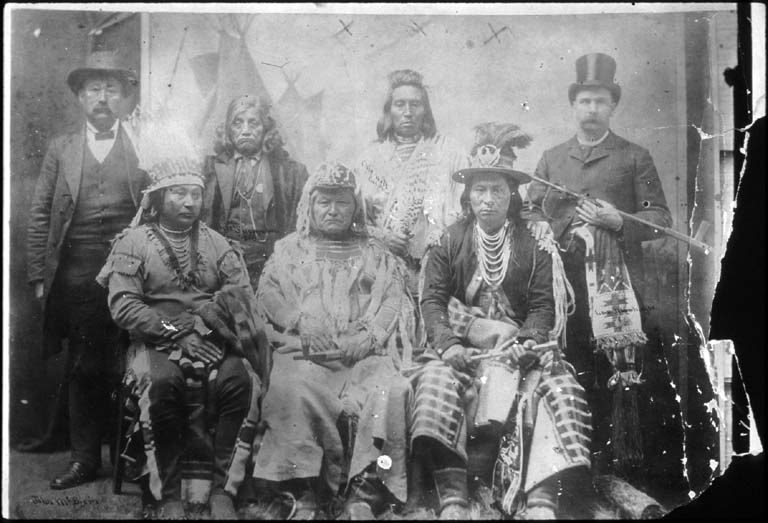
Делегаты сахаптинских племён, г. Вашингтон. Фотография 1899 г. из коллекции Вашингтонского университета

Палусы — индейское племя, официально признанное в США на основании Договора с племенем якама 1855 года, заключённом на Совете валла-валла. Населяют плодородные районы прерии на востоке штата Вашингтон, северо-востоке Орегона и в северно-центральной части Айдахо.

## Этнография
Язык палусов относится к сахаптинской семье, а по культурным признакам палусы относятся к индейцам Плато.
Палусы делились на три племени — верхних, средних и нижних палусов. Их традиционные земли находились вдоль водных артерий — таких, как реки Колумбия, Снейк и Палус.
До прихода белых палусы вели сезонно-кочевой образ жизни вдоль течения рек, в зависимости от миграции рыб. Помимо рыболовства, они занимались охотой, собирательством, торговлей с другими племенами, организовывали праздники с играми. Их давними соседями были племена не-персе, ванапам, валла-валла и якама.
В октябре 1805 г. с племенем встретилась экспедиция Льюиса и Кларка, отметив в дневниках, что по своим обычаям племя отличается от не-персе. В знак мира вождю Кепаухану (Kepowhan) вручили серебряную медаль мира с портретом Томаса Джефферсона.
После того, как европейцы завезли лошадей, палусы стали искусными наездниками. По-видимому, от этого племени происходит название лошадиной породы аппалуза. Во второй половине XIX века, в ходе Индейских войн, многие из лошадей, принадлежавших племени, были забиты белыми с целью причинения ущерба племени.